# Alameda Principal
La Alameda Principal, conocida simplemente como la Alameda, es una de las principales arterias de la ciudad de Málaga, España. Considerada uno de los ejes urbanos más significativos de la ciudad, separa el centro histórico del Ensanche Heredia, y ha sido, desde su origen, un punto neurálgico tanto en la vida social como en la configuración urbana de Málaga. Sirve como vía de comunicación este-oeste de la ciudad.  
Aunque surgió en el siglo XVIII, su papel como espacio de paseo y encuentro fue especialmente relevante durante el siglo XIX hasta la apertura de la calle Marqués de Larios en 1891, consolidándose como el epicentro del desarrollo burgués malagueño. Durante este tiempo la Alameda fue una zona de paseo muy valorada por la pudiente burguesía malagueña que construyó en ella sus palacios. El aspecto actual de la Alameda se consolidó tras una profunda remodelación en 1876, cuando se plantaron sus característicos ficus centenarios, se erigió el monumento al marqués de Larios, y se abrió oficialmente al tráfico rodado en 1925. Fue testigo del primer alumbrado público con lámparas de aceite o gas.
La Alameda alberga varios edificios de interés histórico y arquitectónico para la capital, como el Archivo Municipal, la sede provincial de Gobernación de la Junta de Andalucía, la iglesia de Stella Maris, el edificio Taillefer o la emblemática Equitativa. 

## Odonimia
Su nombre hace referencia a los antiguos álamos blancos que antaño flanqueaban el paseo. Sin embargo en la actualidad, los característicos árboles de la Alameda no son álamos, sino ficus traídos desde la India, que fueron plantados en 1876.

### Nombres históricos
La Alameda Principal, como una de las avenidas principales de la ciudad, ha cambiado en multitud de ocasiones de nombre dependiendo del devenir histórico de España a lo largo del siglo XIX y XX. 
La Alameda a lo largo del tiempo ha sido conocida bajo los siguientes nombres: 
- Paseo Nuevo: fue junto a Alameda Principal el primer nombre empleado que cayó en desuso durante las primeras décadas del siglo XIX.
- Paseo Real: 1816-1836. Fue el nombre oficial dado por las autoridades de la época.
- Salón Bilbao: 1836-1918. Tras el levantamiento del sitio de Bilbao por el general Espartero durante la Primera Guerra Carlista. Alternativamente se continuó utilizando el nombre de Alameda.
- Alameda de Wilson: 1918-1925. Tras el fin de la Primera Guerra Mundial la Alameda fue bautizada así en honor al presidente estadounidense Woodrow Wilson por su intervención en el fin de la contienda.[3]
- Avenida de Alfonso XIII: 1925-1931. Durante la dictadura de Primo de Rivera se le puso el nombre del rey Alfonso XIII.
- Alameda de Pablo Iglesias. 1931-1937. Con la proclamación de la Segunda República se eliminó la alusión al depuesto monarca y se cambió por el del histórico líder socialista Pablo Iglesias.
- Avenida del Generalísimo. Durante el franquismo adquirió el nombre del Generalísimo Franco. Con la llegada de la democracia la Alameda recuperó su nombre histórico y tradicional.

## Historia

### Orígenes
En lo que hoy es la acera norte de la Alameda hubo antiguamente una playa donde se ubicaban las murallas defensivas medievales hasta su derribo en el siglo XVIII. Como consecuencia de la sedimentación de nuevas tierras que traía el río Guadalmedina, se fue formando el llamado arenal entre dichas murallas y el puerto. En el siglo XVII se situaba en estas orillas y como barrio extramuros, la llamada "isla de Arriarán", que aparece mencionada en el Quijote y que era conocida como un barrio de figones y tabernas y epicentro de la picaresca de la ciudad. A principios del siglo XVIII ya se tiene constancia de la existencia de una pequeña alameda entre la puerta de Especería y la puerta del Mar. En 1722 el viajero británico Francis Carter escribió:

… frente a la puerta de Espartería los comerciantes han construido una bolsa y han plantado álamos blancos a su alrededor…

En el año 1721, el Ayuntamiento de Málaga encargó al arquitecto Felipe Pérez la elaboración de un plano para urbanizar el área situada al oeste de la Puerta del Mar. El diseño respondía a un esquema ortogonal, extendiéndose entre el antiguo castillo de San Lorenzo y el inicio del muelle de poniente. A partir de este proyecto, la venta de solares en la zona de la Alameda se mantuvo activa durante los años posteriores. En 1756, Félix de Rojas trazó un nuevo plano de una franja del litoral que mostraba únicamente un paseo arbolado, aunque no logró consolidarse como un auténtico espacio de recreo, tal y como refleja un texto anónimo de la época:

Este llamado "nuevo paseo"… no merece tal nombre y que al denominarlo así engañarían a S.M.; que lo constituyen tres calles de álamos, plantados de nuevo cerca del mar, y existen en él varias casillas de madera donde se venden cebollas, frutas… La Pescadería inmediata y el lavadero de barriles, situados en la playa próxima lo saturan de malos olores…

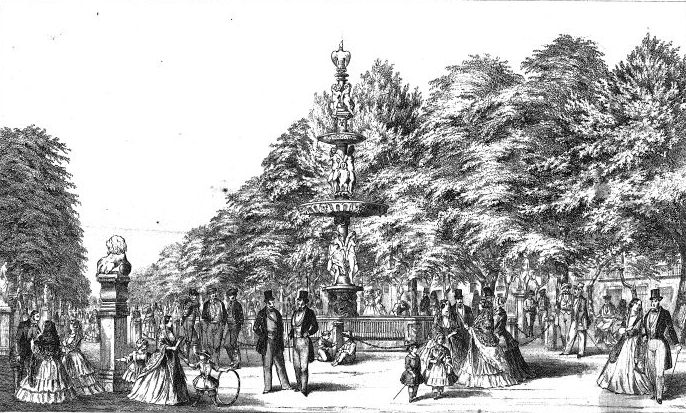
Grabado de la fuente de Génova en la Alameda Principal.

El verdadero impulsor de la Alameda como paseo arbolado fue Miguel de Gálvez, quien en 1783 propuso su creación al conde de Floridablanca. Gracias a sus contactos en el ámbito militar, el proyecto fue encomendado al ejército y encargado al ingeniero militar Fernando López Mercader. La iniciativa contó con el respaldo de destacadas figuras de la familia Unzaga-Saint Maxent / Gálvez-Saint Maxent / Molina-Unzaga, cuya influencia en la Corte —en un momento en que colaboraban con altos mandos militares en el nacimiento de Estados Unidos— resultó decisiva para la aprobación del proyecto urbanístico que permitió ganar terreno al mar y dar forma a este nuevo espacio urbano. El proyecto de la Alameda buscó inspiración en los Campos Elíseos de París o el paseo del Prado de Madrid.
Entre 1786 y 1793, Luis de Unzaga y Amézaga, presidente de la Junta de Reales Obras del puerto de Málaga y gobernador de la Comandancia General de las Costas del Reino de Granada (a la que entonces pertenecía Málaga), dirigió los trabajos de urbanización. Coordinó a varios ingenieros militares, entre ellos José Carrión de Mula y Bartolomé Molina —comandante de rentas y cuñado de Unzaga— para levantar las primeras hileras de viviendas, comenzando por el lado norte. Para consolidar su carácter de paseo, Unzaga ordenó la plantación de árboles, algunos traídos desde los montes de Málaga y otros llegados por mar. Así se configuró la Alameda como un paseo arbolado flanqueado por casas señoriales, entre ellas la propia residencia del gobernador, situada en la esquina con la Puerta del Mar. El acta fundacional de la Alameda se firmó el 31 de octubre de 1783 en San Lorenzo del Escorial, momento en el que el propio conde de Floridablanca emitió la orden de ejecución del proyecto. El diseño original contemplaba un paseo sencillo, compuesto por dos hileras de árboles que flanqueaban una plazoleta central. Esta configuración se mantuvo prácticamente inalterada hasta los primeros años del siglo XIX. En 1791, el arquitecto Miguel del Castillo y Nieva, también bajo las órdenes del gobernador Luis de Unzaga instaló la Fuente de Génova con una nueva peana dodecagonal frente a la residencia de Unzaga, en el corazón de la Alameda.

### SigloXIX

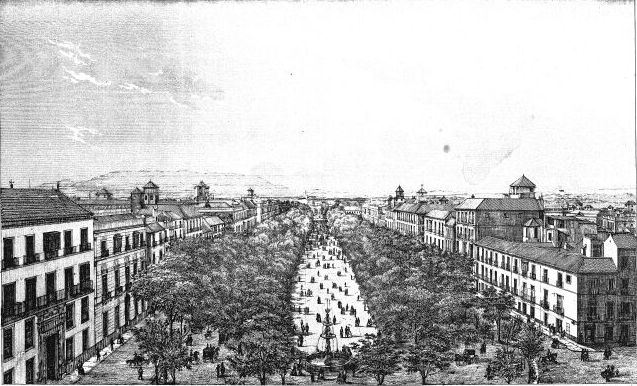
Vista del paseo de la Alameda en 1852.

A principios del siglo XIX comenzó a llamarse Alameda Principal o Paseo Nuevo. En 1806, con la llegada del suizo Teodoro Reding al gobierno de Málaga, se impulsó un plan de mejoras para el paseo. Reding propuso una replantación del arbolado, sustituyendo los antiguos álamos por naranjos, adelfas y otras especies florales, con el objetivo de embellecer y diversificar el entorno vegetal. Este cambio fue recogido por diversos testimonios de la época, entre ellos el del viajero británico William Jacob, quien en 1810 dejó constancia de la transformación del paisaje urbano durante su visita a la ciudad:

"Como todas las ciudades españolas, Málaga es una ciudad muy bella en la distancia, pero no soporta una inspección cercana. La Alameyda (sic) es lo único bonito que tiene la ciudad y resultad magnífica. Dispone de un paseo central de ochenta pies de anchura, con naranjos y adelfas plantados a cada lado: a continuación, una calle apta para carruajes corre por ambos laterales y, limitándola, una hilera de casas suntuosas y elegantes. Cuando los árboles crezcan hasta una altura que les permita proporcionar sombra, será un lugar encantador, pero, de momento, no son más altos que los arbustos. Al final de este paseo hay una hermosa fuente de mármol que consta de tres tazas, colocadas una encima de otra y que disminuyen de tamaño gradualmente. De la taza inferior se alza una columna sostenida por hermosas figuras femeninas sobre las cuales descansa la segunda taza; la tercera se apoya en una columna similar también sostenida por figuras y la totalidad del conjunto está magníficamente realizado. Cuentan de ésta que fue un regalo de la república de Génova al emperador Carlos V. Camino de España, fue robada en la travesía por un corsario argelino y recuperada después por don Bernardino de Mendoza, que la desembarcó en esta ciudad”.
William Jacob

El proyecto de mejora impulsado por Teodoro Reding no llegó a completarse en su totalidad debido al estallido de la Guerra de la Independencia (1808–1814). Sin embargo, según recoge el cronista Díaz de Escobar, la reforma fue finalmente concluida en 1816, respetando en buena medida las directrices marcadas por Reding. Entre 1819 y 1839 la Alameda fue oficialmente llamada Paseo Real. Más allá de los sucesivos cambios de denominación, el antiguo Paseo Nuevo experimentó un salto cualitativo decisivo poco después de su inauguración, cuando se autorizó el derribo de la muralla y, posteriormente, del castillo de San Lorenzo. Esta apertura permitió la expansión del trazado urbano y marcó el inicio de una nueva etapa para la Alameda. Desde ese momento, comenzó la construcción de edificios señoriales a ambos lados del paseo, promovidos por las familias más acomodadas de Málaga, que eligieron este enclave como lugar de residencia. Esta consolidación social otorgó a la Alameda un carácter prestigioso, convirtiéndola en un espacio clave para la proyección pública de la nueva burguesía malagueña, deseosa de exhibir su creciente fortuna en uno de los escenarios urbanos más representativos de la ciudad. Tal fue la importancia de la Alameda para la burguesía, que las clases pudientes de la ciudad pasaron a ser popularmente conocidas como la oligarquía de la Alameda. Durante este tiempo y hasta comienzos del siglo XX la Alameda fue conocida como el «Salón Bilbao», en homenaje al levantamiento del sitio de Bilbao por parte del general Espartero ante la ofensiva carlista.

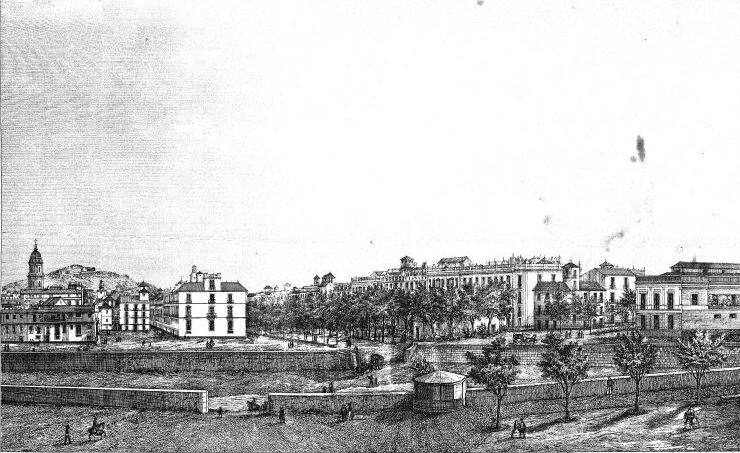
Grabado de la Alameda y el cauce del Guadalmedina en 1852.

Con la entrada de la segunda mitad del siglo XIX, la Alameda vivió una etapa de esplendor urbanístico y social. Las familias más influyentes de la ciudad, como los Larios y los Heredia, levantaron en sus márgenes lujosos palacetes, consolidando el carácter aristocrático y burgués del paseo. En este contexto también se abrieron hoteles de prestigio y una gran variedad de comercios, de los cuales solo se conserva la histórica bodega y taberna de la Casa de Guardia, fundada en 1840 por José de la Guardia. Con motivo del viaje de Isabel II a Málaga en 1862 la Alameda fue decorada con siete fuentes y un estanque de ocho metros de diámetro. Fue también un punto clave durante la Gloriosa en 1868, pues fue el lugar donde los obreros de la fábrica La Industria Malagueña asaltaron la vivienda de Martín Larios. También se enfrentaron aquí las tropas del Gobierno mandadas por el general Caballero de Rodas, y la Milicia Nacional, debido a la resistencia por parte de esta última de deponer las armas. La última gran remodelación de la Alameda durante el siglo XIX tuvo lugar en 1876, bajo la dirección del arquitecto Joaquín Rucoba, figura clave en la transformación urbana de la Málaga contemporánea. Su intervención supuso una profunda reconfiguración del paseo, incluyendo la tala de ejemplares antiguos y la plantación de nuevos árboles, entre los que destacan los majestuosos ficus de gran porte traídos desde la India que aún hoy definen la fisonomía del lugar.
La Alameda fue además dotada de alumbrado, primero mediante farolas de gas y posteriormente con iluminación eléctrica. En sus extremos se colocaron dos fuentes ornamentales, entre ellas la conocida Fuente de Génova, que fue trasladada desde la antigua Plaza Mayor (actual Plaza de la Constitución), y que, tras un periodo en el Parque, ha regresado a su emplazamiento original. Los laterales del paseo se embellecieron con esculturas de mármol y bustos de terracota, configurando un entorno monumental del que dan testimonio numerosos grabados de la época, donde se aprecia tanto el ambiente paseante como la actividad de mercadillos y vendedores ambulantes. En 1884, la Alameda se convirtió en un improvisado campamento de vecinos que decidieron dormir en la calle luego de un terremoto que sacudió la ciudad. El conjunto monumental de la Alameda se completó en 1899, cuando se erigió el Monumento al segundo Marqués de Larios, Manuel Domingo Larios y Larios, frente a la nueva calle del Marqués de Larios. La estatua, obra del escultor Mariano Benlliure, constituye uno de los hitos artísticos y simbólicos más relevantes del eje urbano formado por la Alameda y la calle Larios.

### SigloXX
A comienzos del siglo XX, la Alameda Principal continuó siendo uno de los espacios urbanos más emblemáticos de Málaga, aunque comenzó a compartir protagonismo con dos nuevos referentes del urbanismo malagueño: el Paseo del Parque y la calle Marqués de Larios, ambos desarrollados paralelamente y que desplazaron a la Alameda como principal lugar de referencia para la burguesía malagueña. A medida que estos nuevos espacios cobraban relevancia, la ciudadanía fue trasladando sus paseos y reuniones hacia ellos, especialmente hacia el Paseo del Parque, que empezó a consolidarse como el nuevo epicentro del ocio burgués al aire libre. 

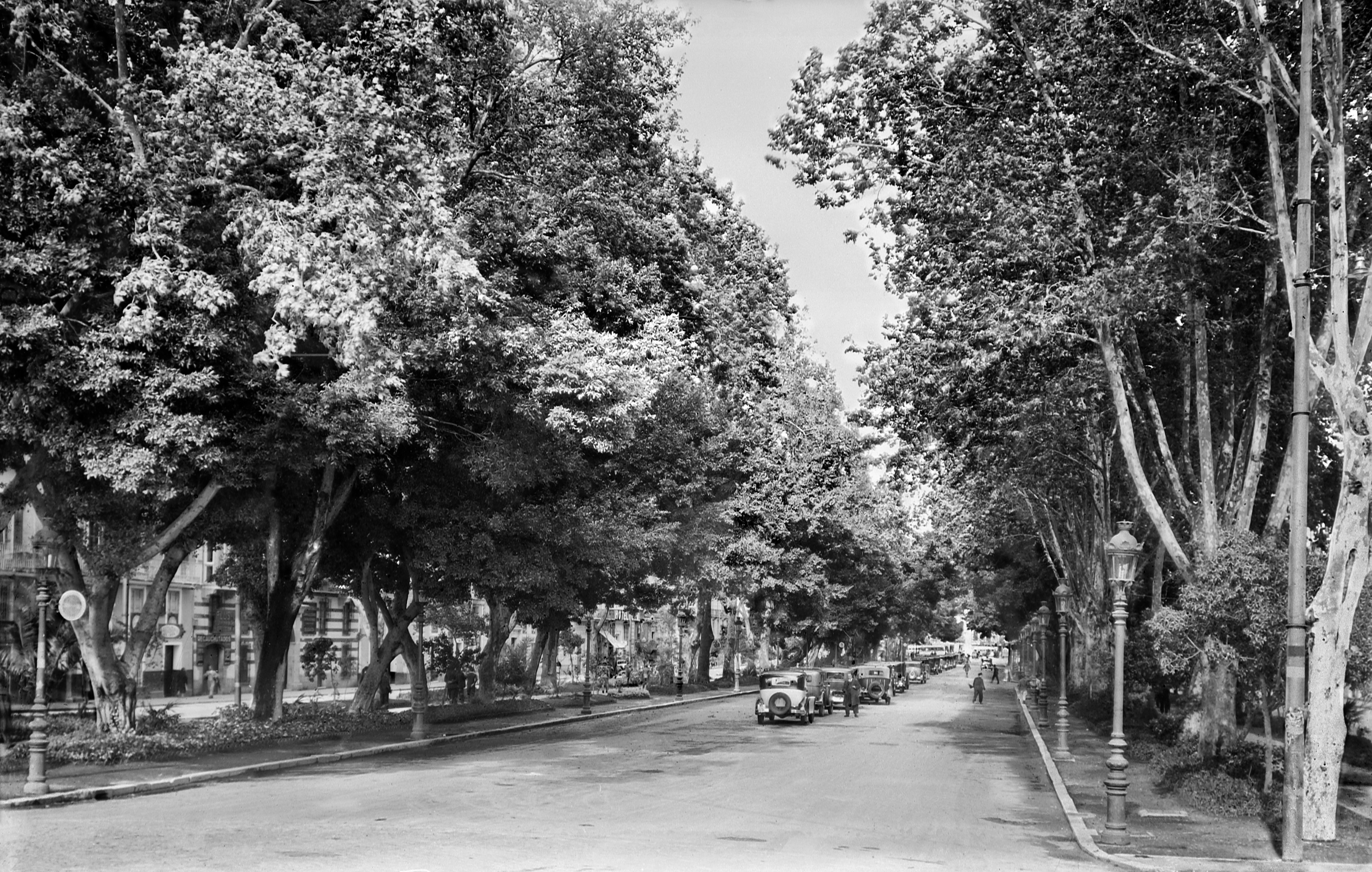
La Alameda Principal como avenida de Alfonso XII abierta al tráfico rodado en los años 30.

Por otro lado, el creciente número de vehículos en circulación transformó la fisonomía de la Alameda. En 1924, con el Monumento al Marqués de Larios ya plenamente integrado en el paisaje urbano, el Ayuntamiento de Málaga decidió habilitar una rotonda en torno a la estatua para mejorar la fluidez del tráfico. Un año más tarde, en 1925, se abrió al tránsito rodado la avenida central de la Alameda bajo el nombre de Avenida de Alfonso XIII, que hasta entonces había sido un paseo exclusivamente peatonal. Esta intervención marcó un cambio decisivo en el uso y percepción del espacio, adaptándolo a las nuevas exigencias de la ciudad moderna. El tráfico rodado continúa hasta día de hoy, si bien se ha reducido notoriamente a partir de la semi-peatonalización llevada a cabo en 2019. A comienzos de enero de 1926, se procedió al traslado de la Fuente de Génova, situada originalmente al inicio de la Alameda, a los jardines del Parque. El ambiente señorial y exclusivo que había caracterizado a la Alameda durante el siglo XIX fue recogido con tono nostálgico e irónico por el escritor malagueño Salvador González Anaya, en unos versos que retratan las viejas tertulias bajo los árboles orientales, los cotilleos discretos entre abanicos y el lento paso del tiempo sobre las figuras que la frecuentaban. Durante la Segunda República y con el cambio de aires políticos, la Alameda volvió a cambiar de nombre, pasando a ser Alameda de Pablo Iglesias. Durante la Guerra Civil muchos palacetes fueron asaltados por milicianos revolucionarios, siendo uno de ellos el palacio de los marqueses de Larios.

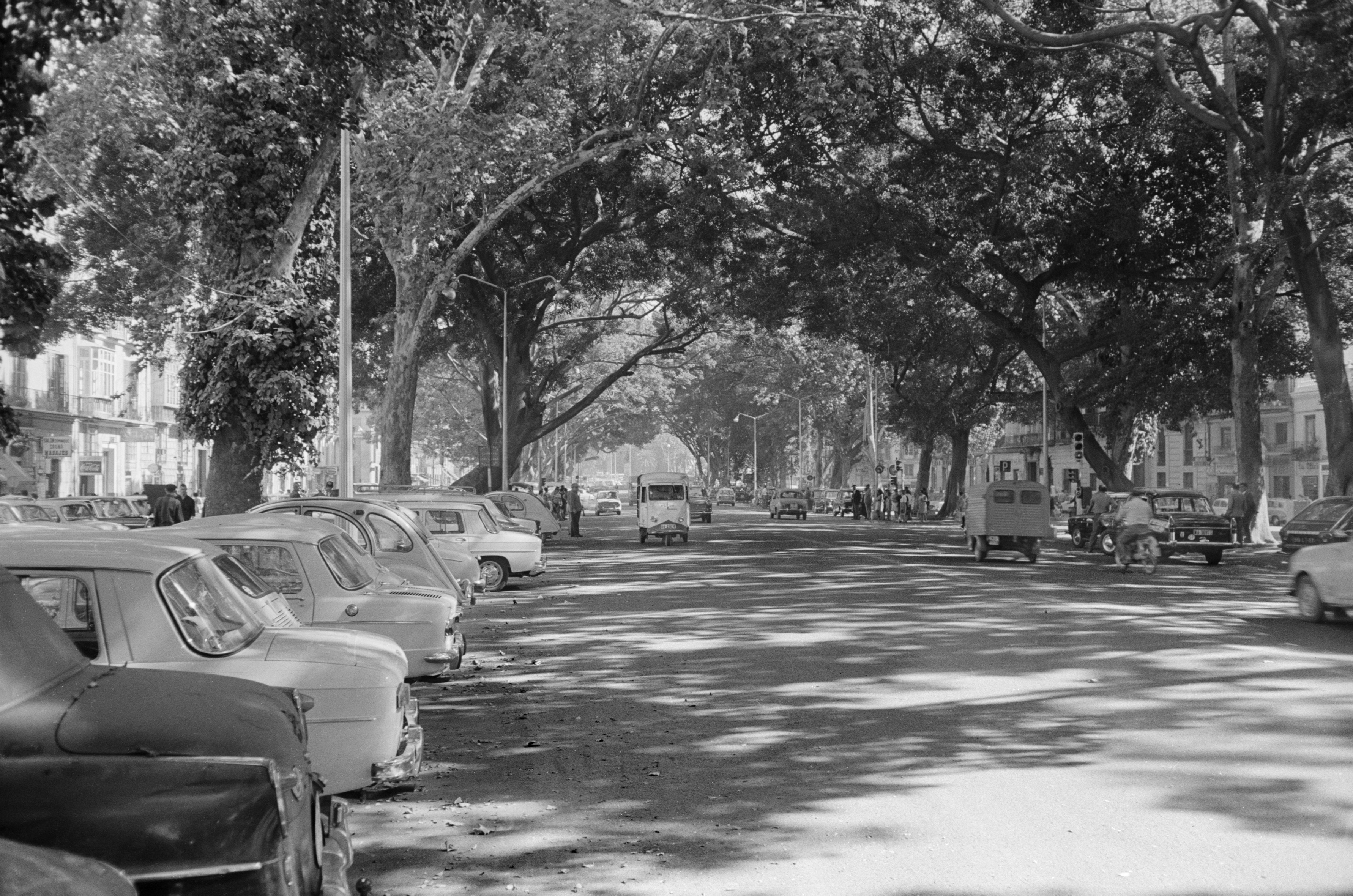
Vista de la Alameda Principal en octubre de 1968.

La Alameda fue lugar de desfile de las tropas sublevadas e italianas luego de la batalla de Málaga en 1937. El 11 de septiembre de 1942, durante el franquismo, se aprobó el proyecto de unión del Parque y la Alameda, entonces renombrada como "Avenida del Generalísimo" en honor al general Francisco Franco. El 12 de febrero de 1947, la compañía de seguros La Equitativa adquirió los terrenos de la antigua Casa Larios, en los números 1 y 3, para levantar el actual edificio, que rápidamente fue apodado por los malagueños como "la gallina Papanatas", en referencia popular a las tres esferas decorativas de su remate: "La gallina Papanatas ha puesto un huevo, ha puesto dos, ha puesto tres...". En las décadas siguientes, la Alameda continuó acumulando elementos significativos de la vida cívica y religiosa de la ciudad. El 9 de junio de 1951, en el número 16, se inauguró la Delegación Provincial de la Organización Nacional de Ciegos (ONCE), que más tarde trasladaría su sede a la calle Cuarteles. Previamente, había estado ubicada en la peatonal calle Granada, frente a San José. En 1961, el general Franco visitó Málaga desfilando por la Alameda. En el ámbito religioso, el 15 de octubre de 1961 se colocó la primera piedra de la iglesia de Stella Maris, de los Padres Carmelitas, en la esquina con calle Tomás Heredia. La iglesia fue inaugurada en 1965 y es obra del prestigioso arquitecto José María García de Paredes. También se construyó su prolongación al otro lado del río por el puente de Tetuán en 1966.

### Actualidad
Aprovechando las obras para construir la estación de metro Atarazanas, ubicada en la Alameda, se realizó el proyecto de los arquitectos Juan Antonio Marín Malavé y Javier Pérez de la Fuente y la ingeniero de caminos Pilar Vila Herrero, en el que se peatonalizaron las dos calzadas laterales de tráfico, para evitar el gran impacto y presencia que tiene la circulación de vehículos y su correspondiente contaminación en el centro de la ciudad, logrando un paseo peatonal que continúe desde la calle Larios y evoque la idea de paseo con la que fue concebida la Alameda. Esto también dio más visibilidad y relevancia a los comercios anexos, y protegió los árboles centenarios.

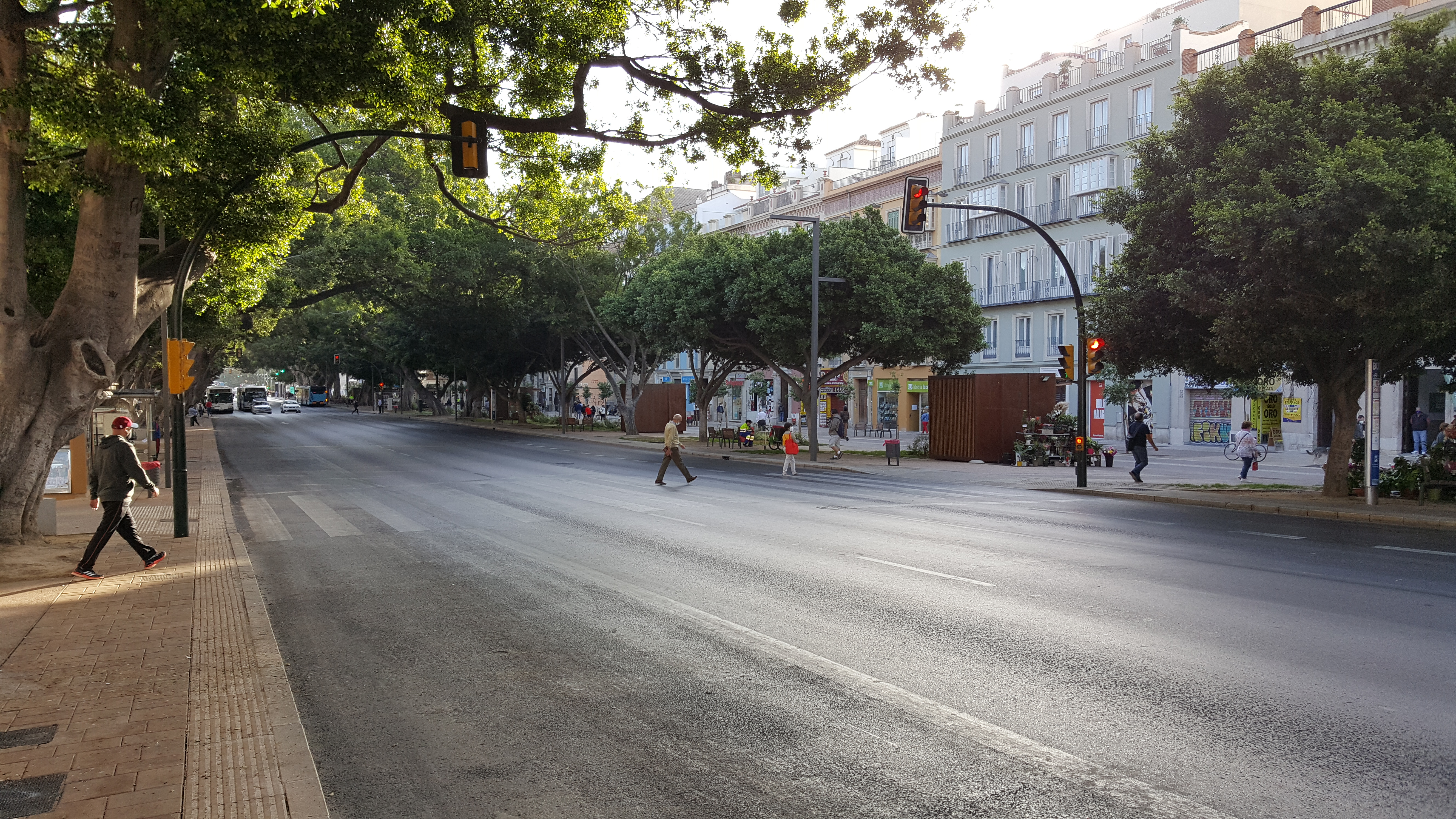
Aspecto actual de la Alameda tras su peatonalización.

Únicamente quedaron como carriles para el tráfico los centrales, para este cometido, el Monumento al Marqués de Larios, que se encontraba justo a la entrada, se reubicó diez metros hacia el lateral norte, integrado así en la parte peatonal y también se procedió a su restauración. La peatonalización obligó a desplazar la mayoría de cabeceras de autobuses a otras zonas de la ciudad, evitando así que todas se concentraran en un mismo punto y saturaran la circulación. También se incluyó la construcción de un carril bici que cruce la Alameda y de continuidad a los que llegan hasta el centro en el lateral norte.
El pavimento utilizado para la obra fue similar al de calle Alcazabilla, y se llevó a cabo en dos fases: el lateral norte, cuyas obras las realizó Metro Málaga aprovechando la construcción de la estación Atarazanas que tendrá un diseño discreto para reducir el impacto visual; y el lateral sur, cuyas obras las realizaría el Ayuntamiento de Málaga. La remodelación comenzó en el mes de junio de 2018 y, a pesar de que la mayoría de zonas ajardinadas y peatonales fueron abiertas al público en agosto de 2019, la inauguración oficial no se produjo hasta el 30 de noviembre del mismo año por el presidente de la Junta de Andalucía Juan Manuel Moreno y el alcalde de Málaga, Francisco de la Torre.

## Edificios

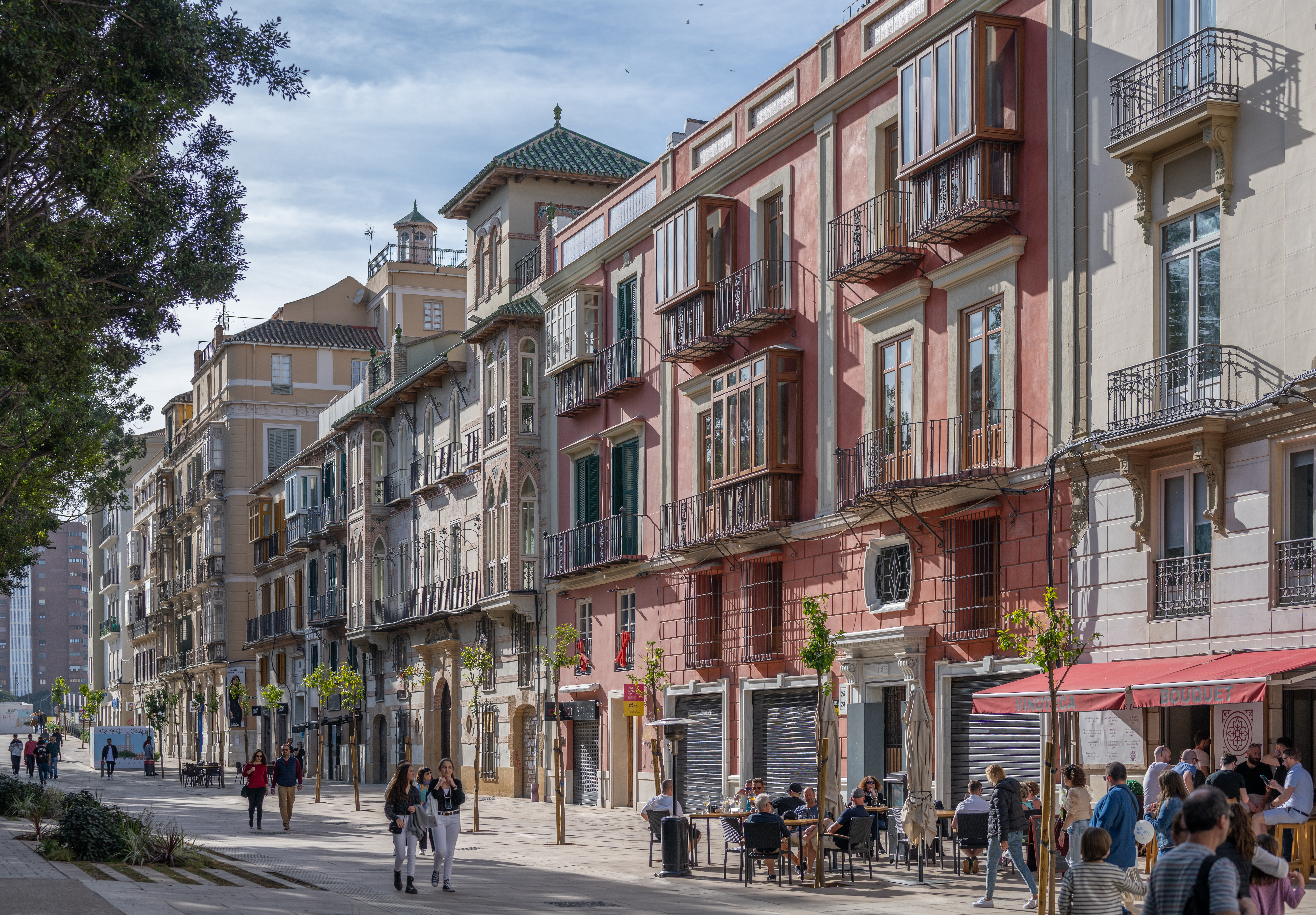
Vista de algunos edificios en la Alameda.

Como una de las calles más importantes de Málaga desde su construcción en el siglo siglo XVIII, la Alameda cuenta con una gran cantidades de edificios importantes e históricos que datan de sus tres siglos de historia, reflejando los estilos arquitectónicos de cada época. 
- Edificio Taillefer (1955), obra del arquitecto Ramón Aníbal Álvarez García-Baeza y Fernando García Mercadal. Ocupa el número 6, enfrente del edificio de la Equitativa. Se trata de un edificio de estilo racionalista de posguerra. Fue construido para albergar la sede de la empresa de automóviles Augusto de Taillefer. Su ubicación lo convierte en uno de los más reconocibles de la vía.
- Alameda Principal, 32 (1918), aunque se trata de un edificio cuyo núcleo original responde al siglo XVIII fue reformado en 1918 por el arquitecto Fernando Guerrero Strachan. La intervención de Guerrero Strachan dotó al inmueble de una fachada de estilo neomudéjar, característico de la corriente regionalista andaluza de la época. La fachada presenta una rica ornamentación compuesta por una portada con columnas y friso decorado con elementos pétreos, así como un balcón corrido en la primera planta.[23]
- Alameda Principal, 11 (siglo XVIII), destaca por sus pinturas murales. Fue adquirido por la familia Heredia. A mediados del siglo XX fue ampliado a tres plantas. En la planta baja sobresale la portada principal, realizada en mármol, flanqueada por pilastras que sustentan un entablamento coronado por el escudo de la familia Heredia.[24]
- Alameda Principal, 49 (siglo XVIII), se trata de un edificio en esquina de tres plantas.
- Alameda Principal 18, (siglo XVIII), alberga la sede de la Delegación Provincial de Gobernación de la Junta de Andalucía. El edificio, de gran presencia volumétrica, se asienta sobre un solar de planta trapezoidal y se estructura en planta baja, entreplanta, dos pisos principales, dos áticos y un torreón, lo que le confiere una silueta escalonada característica en su remate superior.[25]
- Iglesia de Stella Maris (1961), obra de José María García de Paredes es uno de los edificios más reconocibles de la Alameda. De estilo moderno, es destacable la perfecta integración de los colores y materiales con el entorno circundante. Sus pautas arquitectónicas coinciden con las nuevas disposiciones conciliares.
- La Equitativa (1962), obra de los arquitectos Manuel Cabanyes y Mata y Juan Jáuregui Briales, es quizás el edificio más emblemático de toda la Alameda. Se sitúa en la esquina con la plaza de la Marina. Con 42 metros de alto es también el más alto de la vía. Su estilo se enmarca en el llamado "estilo del relax", surgido en la Costa del Sol a mediados del siglo XX. Fue construido por la Compañía de Seguros de la Equitativa. En la actualidad es ocupado por dos hoteles de cuatro y cinco estrellas respectivamente.

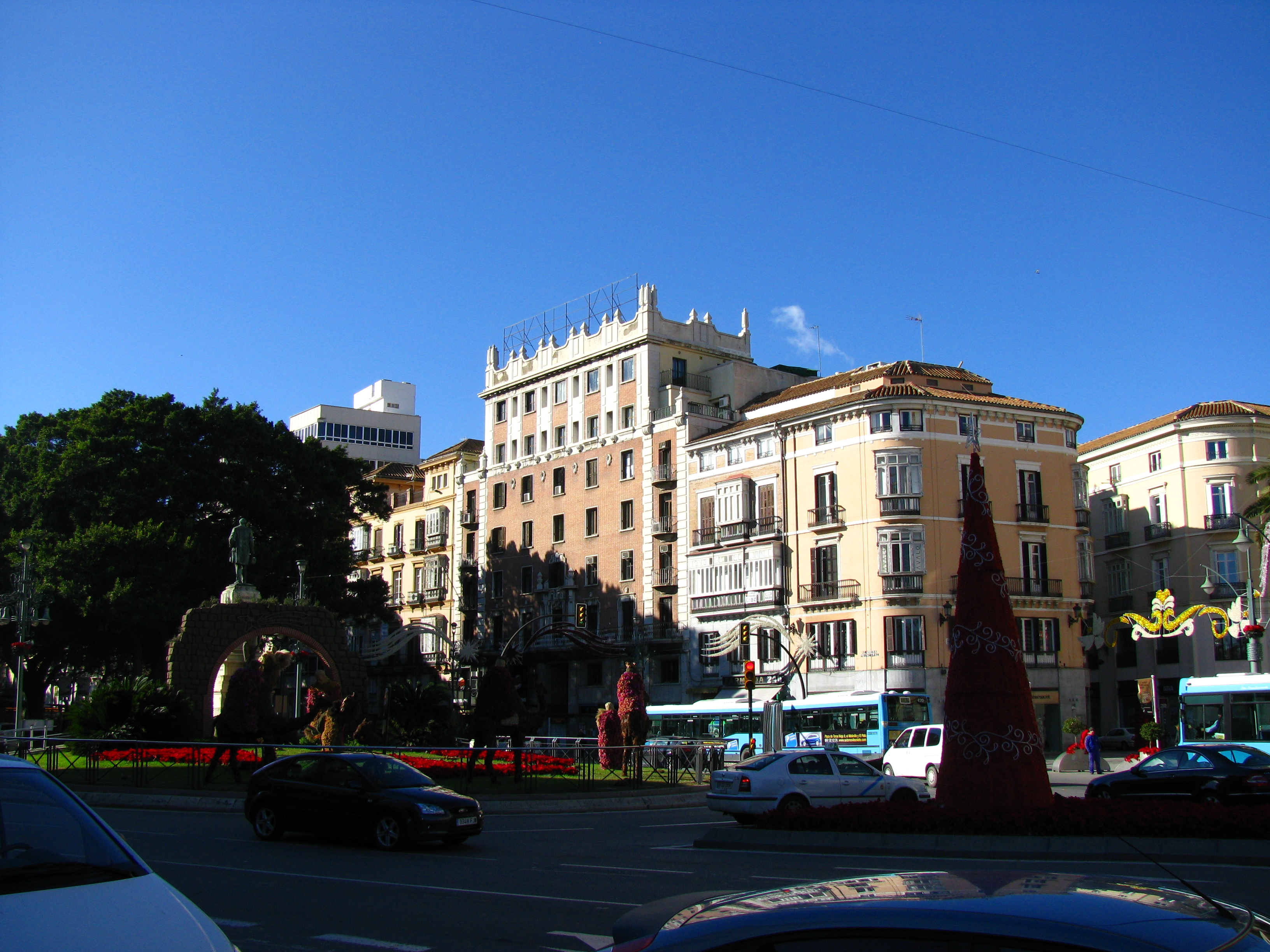
Edificio Taillefer
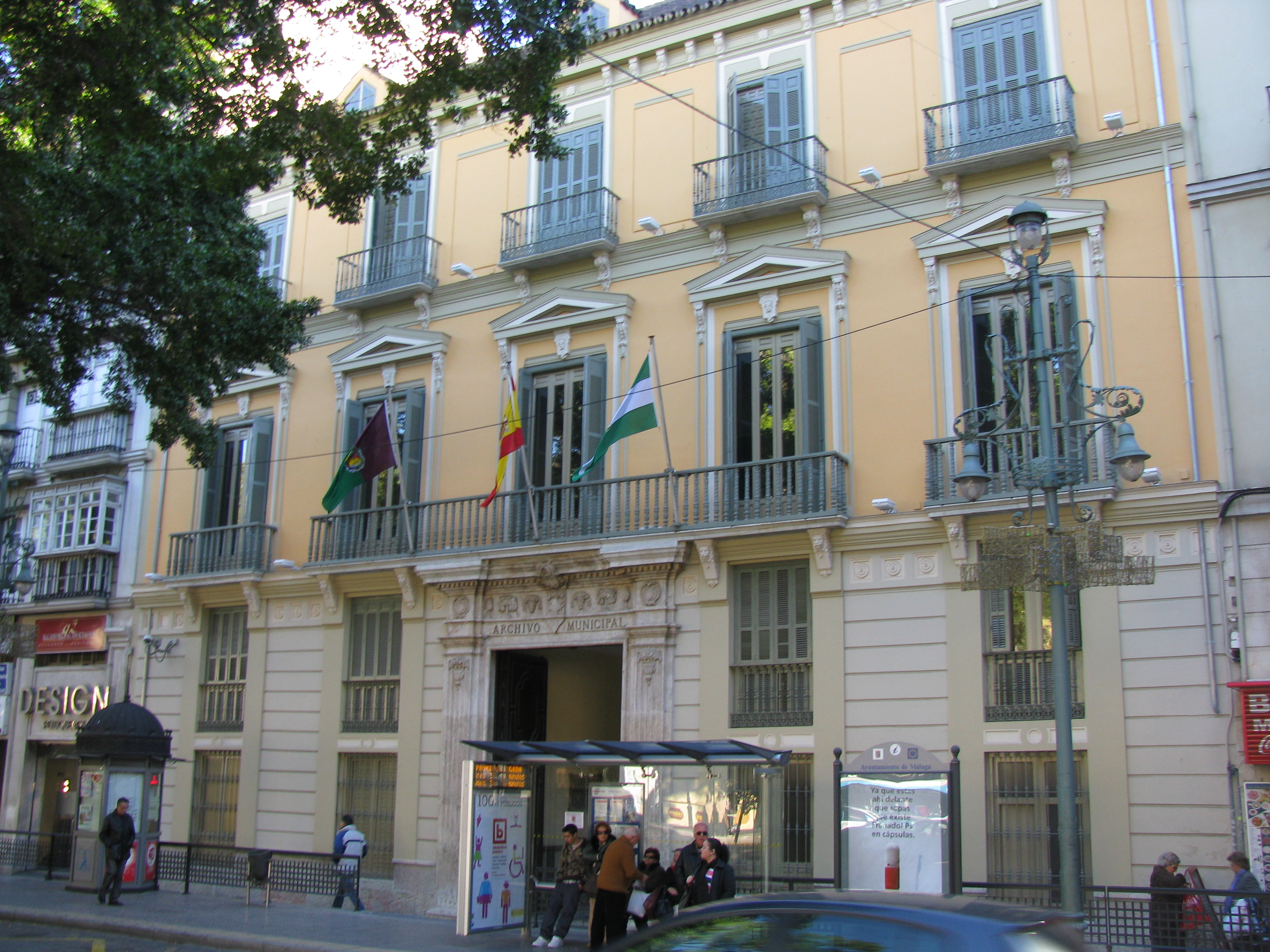
Archivo Municipal de Málaga
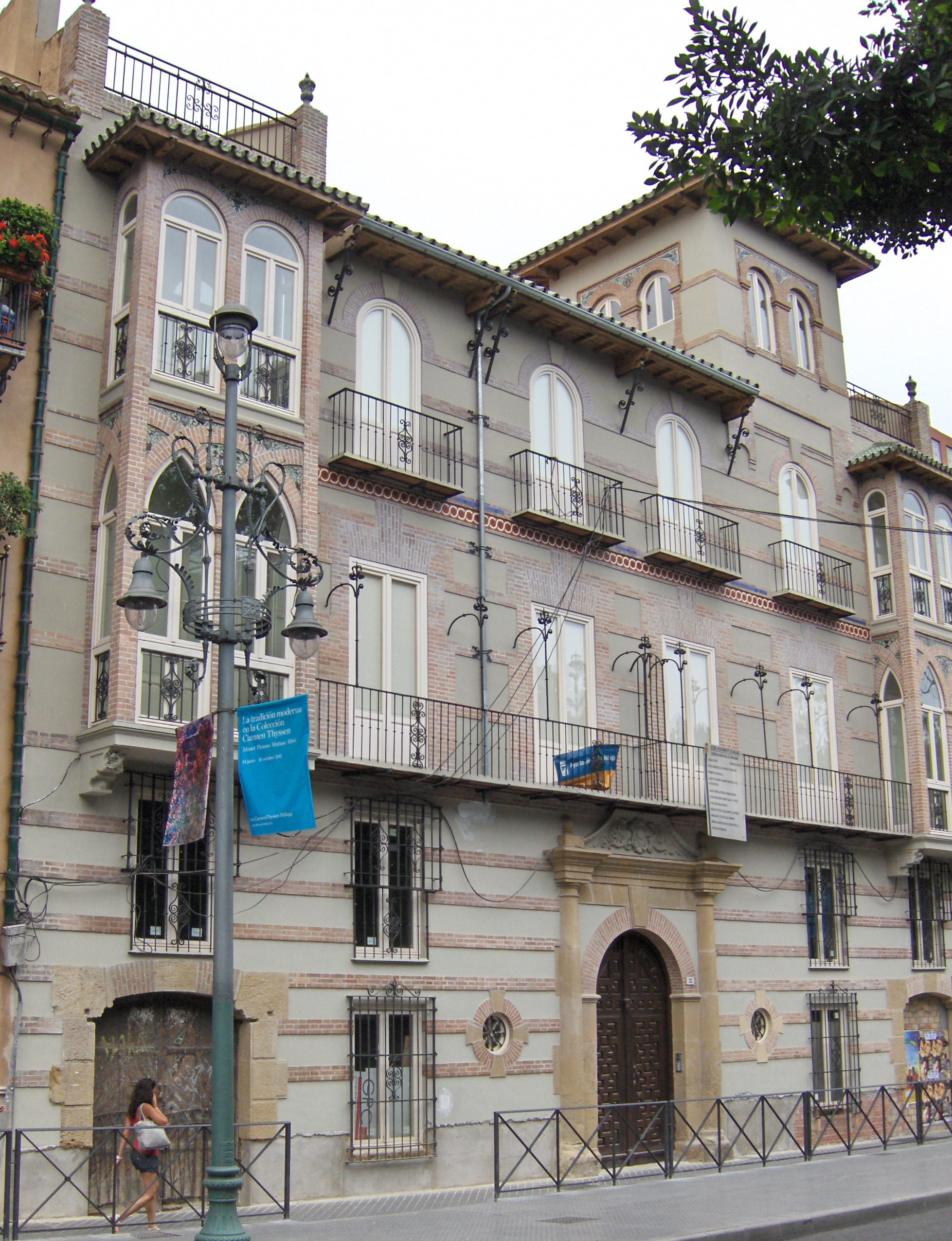
Alameda Principal, 32
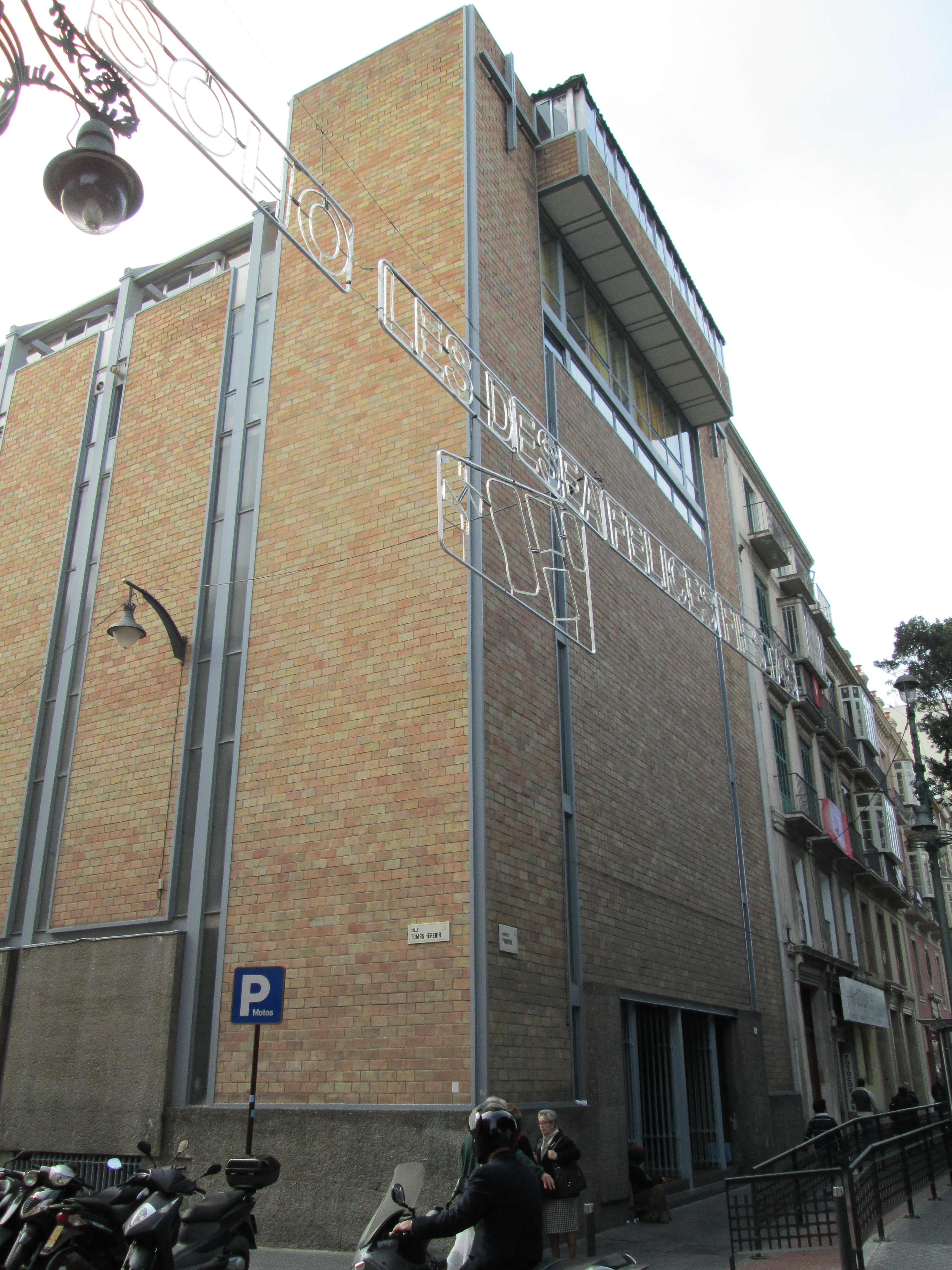
Iglesia de Stella Maris
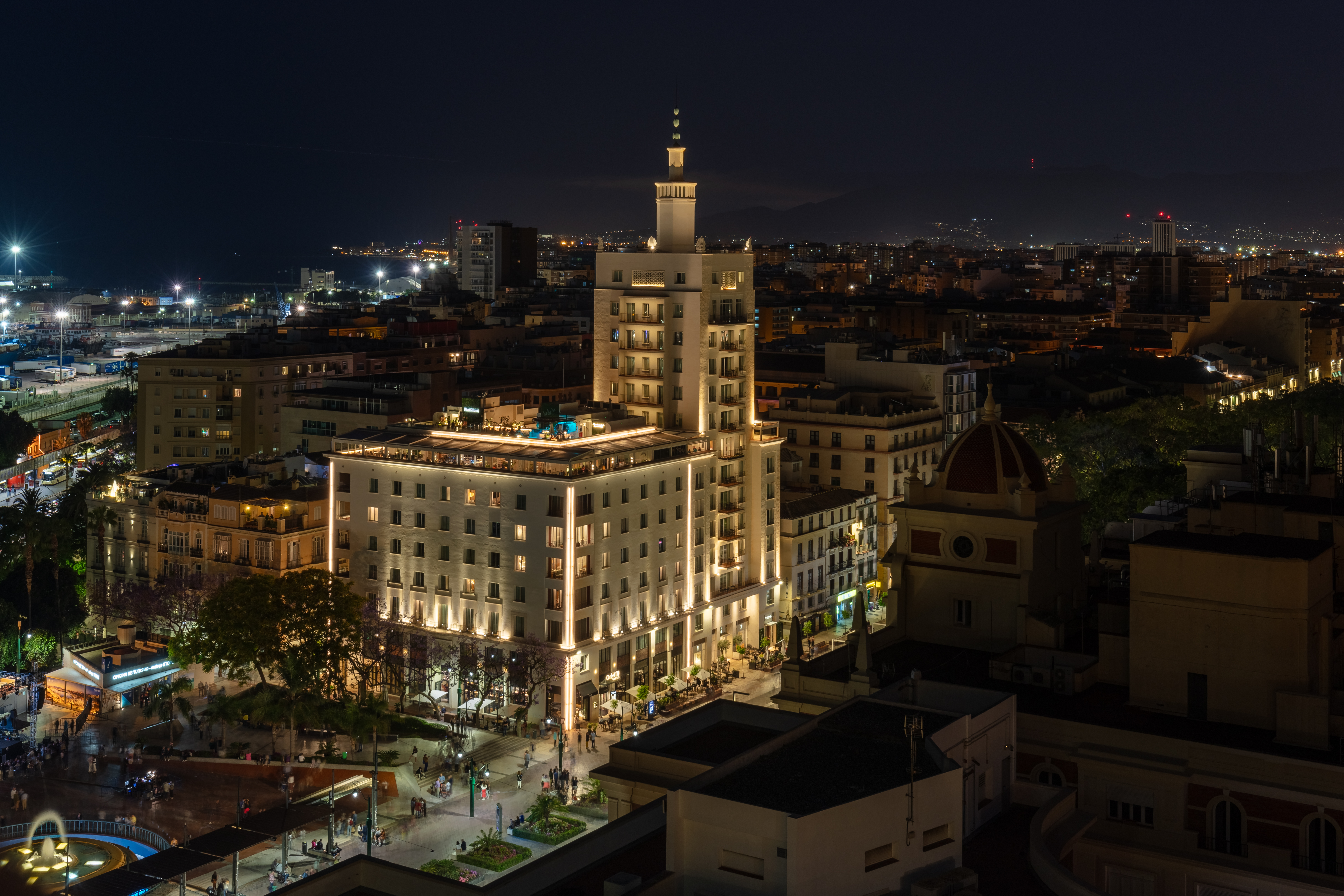
Edificio de la Equitativa

## Establecimientos comerciales

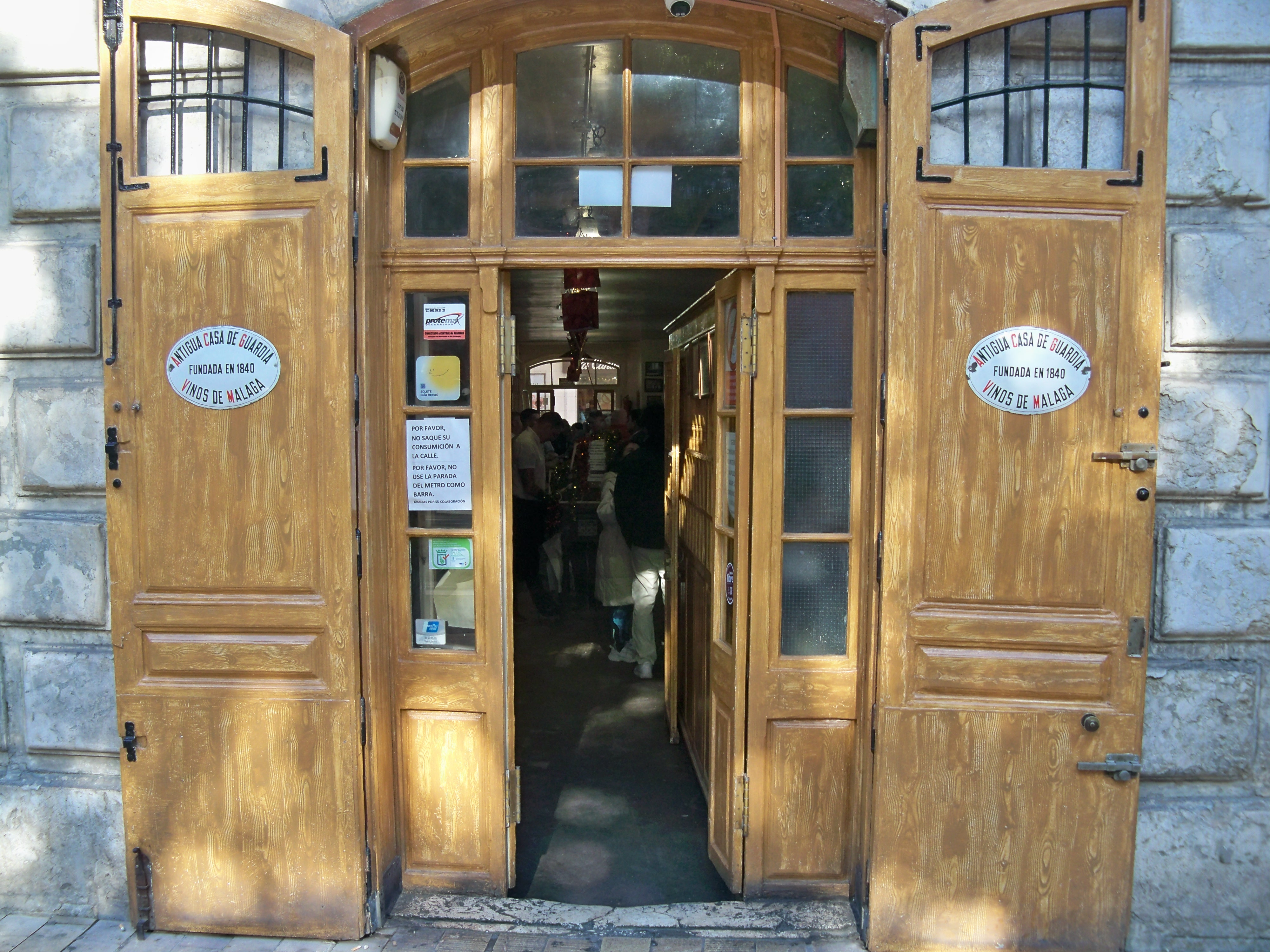
Fachada de la antigua Casa de Guardia, uno de los establecimientos más antiguos de Málaga

### Cafés y tabernas
Hubo una época en la que en la Alameda se situaban cafés y tabernas de gran afluencia, que eran también algunos de los más concurridos de la capital. En la actualidad, ninguno de estos se conserva activo a excepción de la Casa de Guardia, fundada en 1840. Sus nombres eran: 
- Café de la Fontana; del que no conocemos su ubicación exacta, pero se tiene constancia de que fue de gran importancia.[13]
- Gran Café de Ponce; situado entre la Alameda y calle Martínez, cuya fama venía de los helados.
- Diván de Juan Rico; de gran fama en la ciudad, siendo punto de reuniín

### Fondas y hoteles

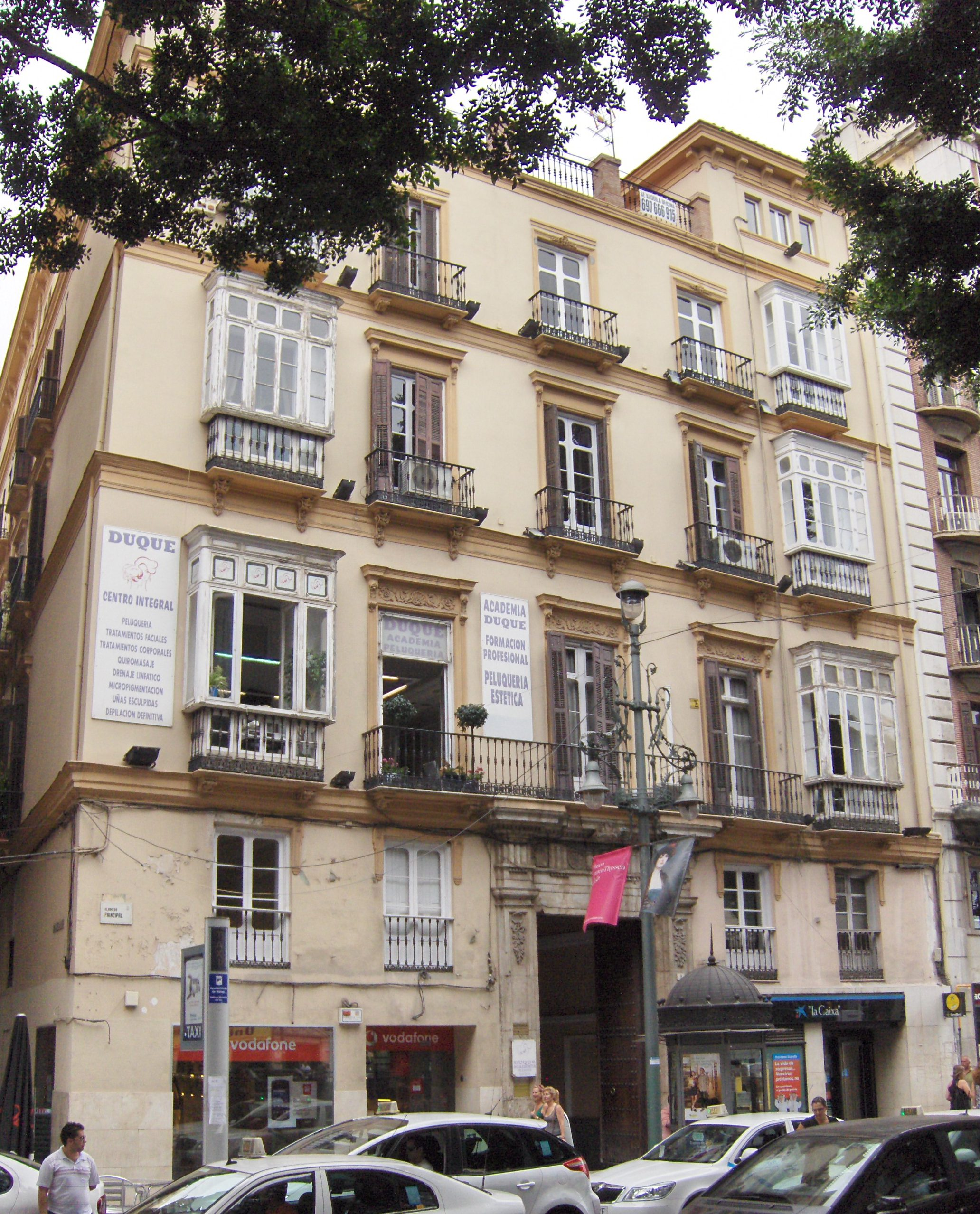
Alameda Principal, 8; donde se ubicaba la antigua Fonda del Oeste.

A comienzos del siglo XIX y debido a su cercanía al puerto, en torno a la Alameda Principal se localizaban las más modernas fondas y posadas de la ciudad. Entre ellas, destaca por antigüedad y notoriedad la Fonda de las Cuatro Naciones, situada en Puerta del Mar, la cual ya aparece mencionada por el viajero inglés Robert Semple en el año 1809. Este establecimiento estaba regentado por dos mujeres francesas y fue, con toda probabilidad, la fonda más popular durante el primer tercio del siglo XIX, convirtiéndose en un referente para visitantes de paso. Otro alojamiento significativo fue la Fonda de los Tres Reyes, ubicada en la calle San Bernardo el Viejo, conocida por haber hospedado al célebre escritor francés Théophile Gautier durante su viaje por España. También se menciona en las crónicas de la época la Fonda de la Danza, que funcionaba más bien como una casa de pupilos. En la propia Alameda se situaban: 
- Fonda de la Alameda, En un primer momento se especializó en acoger a huéspedes ingleses y mantuvo su actividad bajo los nombres de Gran Hotel de Roma y, posteriormente, Hotel Regina, hasta la década de 1930.
- Fonda de la Victoria, fue fundada por el gibraltareño Francisco Giardini y perdió importancia a partir de 1870.
- Fonda del Oeste. En sus inicios gestionada por una sociedad formada por el suizo Carlos Brunetti y el francés Pedro Gassend. Estaba situada originalmente en el número 11 de la Alameda Principal, pero posteriormente, ya bajo la dirección exclusiva de Gassend, se trasladó a la acera opuesta, al actual número 8. Este nuevo emplazamiento contaba con un equipo formado por un cocinero, dos sirvientes y cuatro criadas. Según la Guía del viajero en Málaga de Vilá, la fonda estaba “montada enteramente a la francesa”, lo que evidencia su aspiración a ofrecer servicios de alto nivel y una experiencia refinada al estilo europeo. En ella se alojó en 1862 el célebre escritor danés Hans Christian Andersen.

En la actualidad se sitúan en la Alameda algunos de los hoteles más conocidos de la ciudad, entre ellos los que ocupan la Equitativa, de cuatro y cinco estrellas.

## Celebraciones

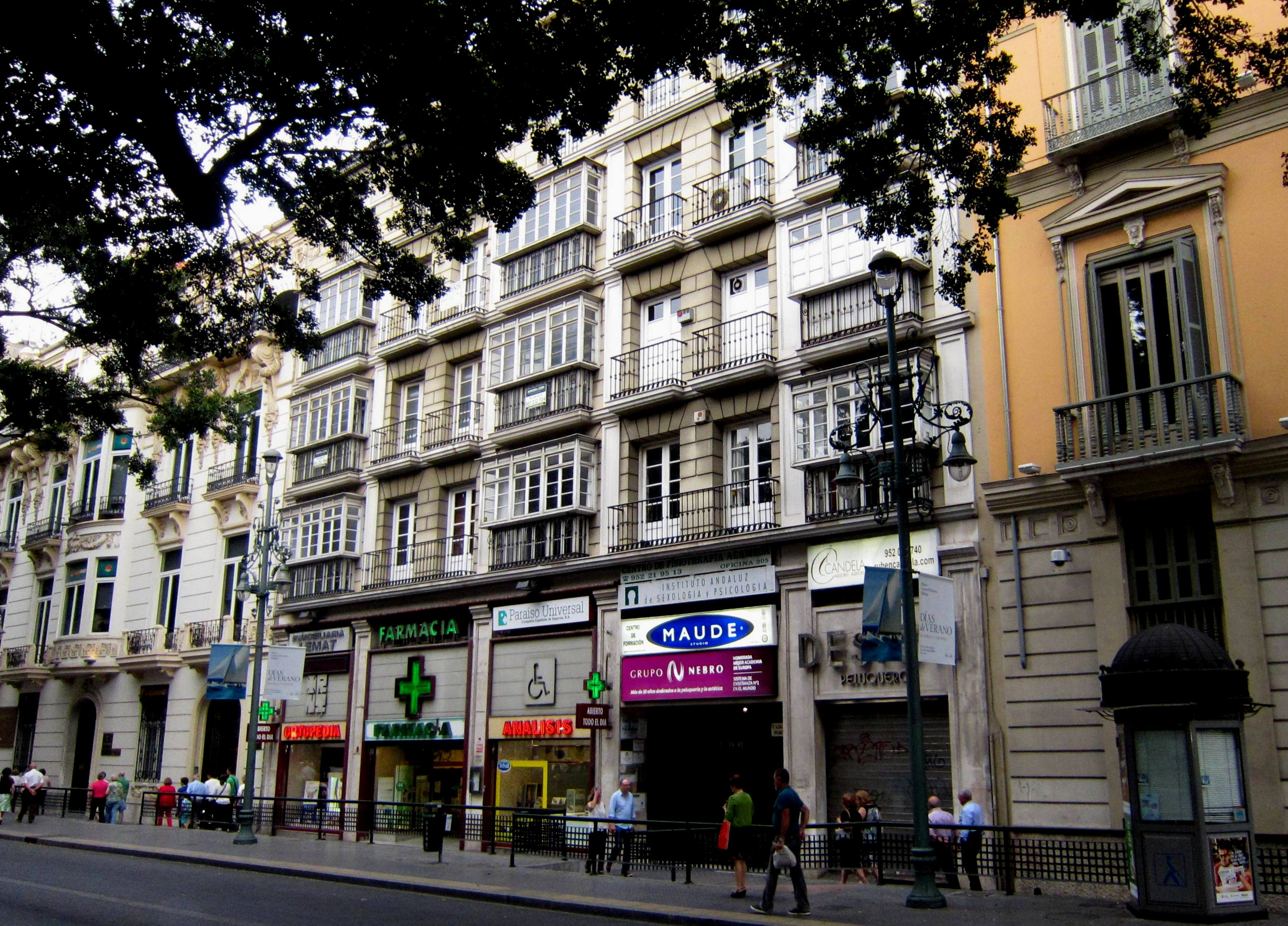
Aceras de la Alameda.

Como una de las vías principales de la ciudad, la Alameda también es un importante punto para las fiestas y celebraciones de la ciudad, entre las que destacan la Navidad y la Semana Santa. A lo largo de su historia, la Alameda fue también el lugar preferido para la celebración de eventos, teniendo aquí lugar festividades como la del Corpus Christi o los desfiles de Carnaval. En Carnavales, hasta la apertura de la calle Marqués de Larios, se celebraban la tradicional batalla de "carrozas" usando de munición confetis y serpentinas. Durante la festividad del Corpus Christi, muy celebrada en Málaga hasta mediados del siglo XX, la Alameda era engalanada con una gran iluminación en disposición de arco.
Sirvió también como lugar para otros espectáculos y celebraciones, como las fiestas organizadas con motivo de la boda del rey Alfonso XII, las acrobacias circenses de Mr. Blondín o desfiles militares.

### Navidad

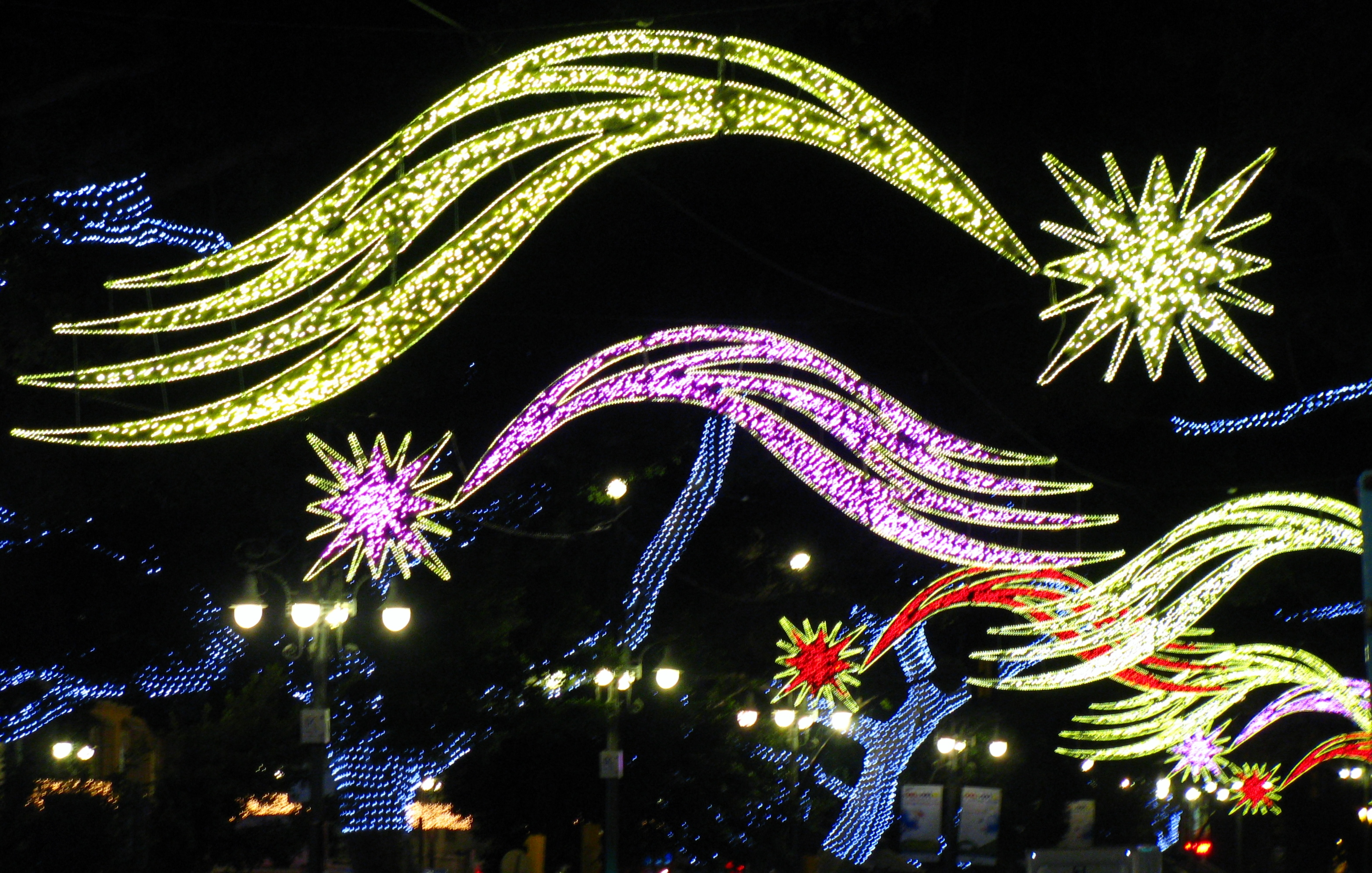
Decoración navideña en la Alameda Principal.

Durante la temporada navideña, la Alameda se convierte en un espacio emblemático que complementa la tradicional iluminación de la calle Larios. La avenida se engalana con una decoración inspirada en un "bosque encantado", donde las copas de los árboles se iluminan con miles de luces LED, atrayendo tanto a residentes como a visitantes. Además de su deslumbrante iluminación, la Alameda Principal acoge diversos eventos culturales y festivos. Entre ellos, destacan actuaciones musicales y espectáculos para toda la familia, que se celebran en fechas señaladas de diciembre. Estas actividades forman parte de la programación navideña organizada por el Ayuntamiento de Málaga, contribuyendo a la animación y dinamismo del centro histórico durante estas fiestas. Históricamente, durante las Navidades se instalaban en la Alameda puestos de dulces, chacinas, aves etc.
La Alameda también forma parte del recorrido de la tradicional Cabalgata de Reyes, que atraviesa el centro de la ciudad, incluyendo la plaza de la Marina y la Calle Larios . Este evento, junto con la iluminación navideña y otras actividades, convierte a la plaza en un lugar de encuentro y celebración durante las fiestas.

### Semana Santa

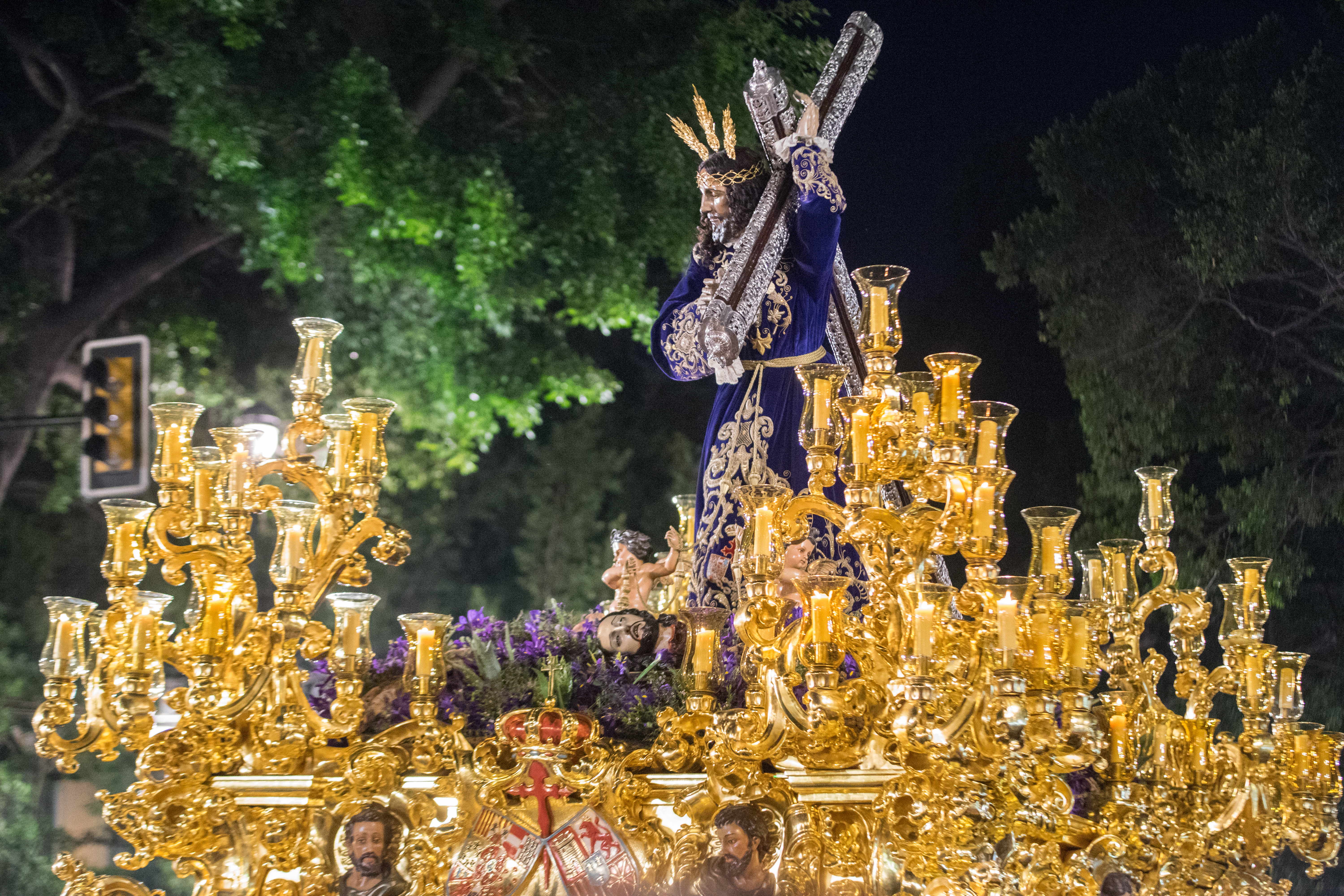
El Rico en la Alameda el Miércoles Santo.

La Alameda Principal desempeña un papel importante en la Semana Santa malagueña, siendo un eje fundamental del Recorrido Oficial por el que transitan todas las cofradías y hermandades durante sus estaciones de penitencia. Este recorrido comienza en la plaza de la Constitución, continúa por la calle Marqués de Larios, Martínez, Atarazanas, Torregorda, y prosigue por la mitad de Alameda Principal, plaza de la Marina y calle Molina Lario, finalizando en la torre sur de la Catedral de la Encarnación. Con el antiguo recorrido oficial, que estuvo vigente desde comienzos del siglo XX hasta 2019, la Alameda se recorría al completo y junto a calle Larios y la plaza de la Constitución, era uno de los tres únicos espacios por el que procesionaban la totalidad de cofradías.
Durante la Semana Santa, la Alameda se transforma en un espacio público de intensa actividad religiosa y cultural. En sus aceras son instaladas sillas y tribunas por parte de la Agrupación de Cofradías desde las cuales los fieles y visitantes abonados pueden contemplar el paso de los cortejos procesionales.
Aunque la Alameda es por donde pasan las cofradías por pertenecer ella al Recorrido Oficial, también es utilizada por muchas otras para volver a sus respectivas Casa Hermandad, normalmente, esto ocurre si las Casa Hermandad se encuentran en los barrios de El Perchel o Cruz de Humilladero.

## Puestos tradicionales

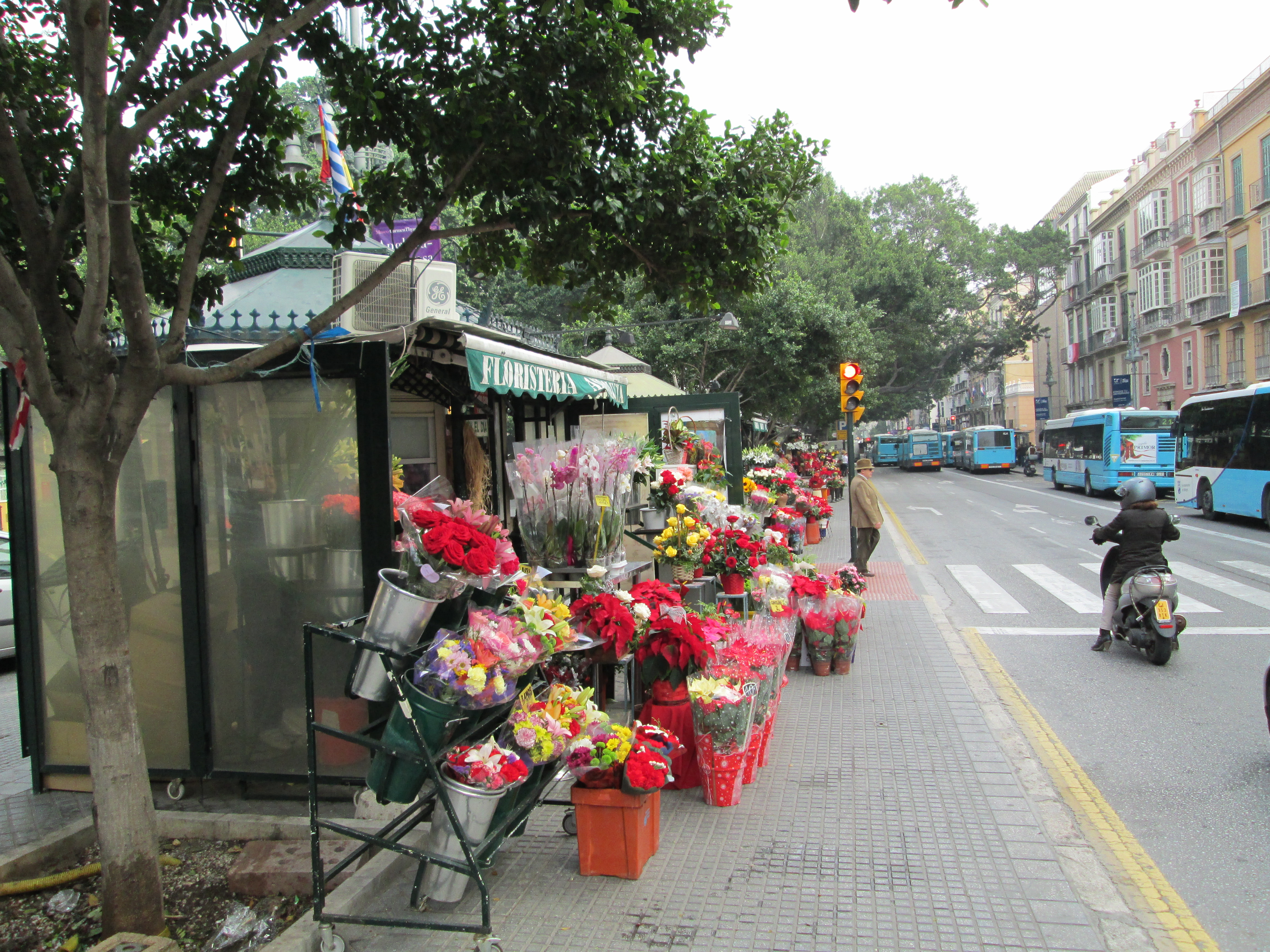
Tradicionales puestos de flores.

Entre sus comercios más tradicionales e históricos destacan los puestos de venta de flores. Otros destacables son también los de venta de castañas asadas, papas asadas o kioscos de prensa.

## Transporte
Su céntrica ubicación y su papel como una de las vías más importantes de la ciudad, que ejerce como uno de los principales ejes este-oeste hace que la Alameda sea uno de los puntos mejor comunicados de Málaga. Hasta su peatonalización en 2019, la Alameda ejercía como gran intercambiador entre todas las líneas de autobús urbano de la EMT, teniendo aquí sus cabeceras la mayor parte de las líneas. En la actualidad, aunque muchas cabeceras se han trasladado a puntos cercanos como la avenida de Andalucía o el paseo del Parque, la Alameda sigue siendo punto de referencias para la mayor parte de líneas de autobús. En sus cercanías se encuentra también la estación de Muelle Heredia, que sirve como intercambiador de autobuses interurbanos del Consorcio de Málaga. 
En la Alameda también se encuentran una estación de Cercanías y una del metro de Málaga. 

### Autobús
La Alameda Principal funciona como gran intercambiador entre las líneas de autobús urbano de la EMT, ya que la gran mayoría de ellas o bien tienen aquí establecida la cabecera, o bien tienen una o más paradas de paso por ella. Además, en esta calle se encuentra la oficina de información al usuario.
| Líneas regulares de la EMT con parada en la Alameda | Líneas regulares de la EMT con parada en la Alameda  | Líneas regulares de la EMT con parada en la Alameda                 | Líneas regulares de la EMT con parada en la Alameda |
| Línea                                               | Trayecto                                             | Recorrido                                                           | Frecuencia Media (Laborables)                       |
| --------------------------------------------------- | ---------------------------------------------------- | ------------------------------------------------------------------- | --------------------------------------------------- |
| 1                                                   | Parque del Sur - Avda. Europa (San Andrés)           | Recorrido                                                           | 8-9 minutos                                         |
| 2                                                   | Alameda Principal - Ciudad Jardín (San José)         | Recorrido                                                           | 10-11 minutos                                       |
| 3                                                   | Paseo del Parque - Puerta Blanca                     | Recorrido                                                           | 8 minutos                                           |
| 4                                                   | Paseo del Parque - Cortijo Alto (Ciudad de Justicia) | Recorrido                                                           | 11-12 minutos                                       |
| 6                                                   | Alameda Principal - La Milagrosa                     | Recorrido                                                           | 50 minutos                                          |
| 7                                                   | Alameda Principal - Miraflores de los Ángeles        | Recorrido                                                           | 10-11 minutos                                       |
| 8                                                   | Alameda Principal - Hospital Clínico                 | Recorrido                                                           | 13 minutos                                          |
| 9                                                   | Alameda Principal - Churriana (Directo)              | Recorrido Archivado el 28 de septiembre de 2007 en Wayback Machine. | 50 minutos                                          |
| 10                                                  | Alameda Principal - Churriana                        | Recorrido                                                           | 25-30 minutos                                       |
| 11                                                  | Alameda Principal - El Palo                          | Recorrido                                                           | 8 minutos                                           |
| 14                                                  | Paseo de la Farola - Teatinos                        | Recorrido                                                           | 11 minutos                                          |
| 16                                                  | Paseo del Parque - La Térmica                        | Recorrido                                                           | 12-13 minutos                                       |
| 17                                                  | Alameda Principal - La Palma                         | Recorrido                                                           | 10 minutos                                          |
| 20                                                  | Alameda Principal - Universidad                      | Recorrido                                                           | 10 min. (15-17 min. en época no lectiva)            |
| 21                                                  | Alameda Principal - Puerto de la Torre               | Recorrido                                                           | 12 minutos                                          |
| 23                                                  | Alameda Principal - Parque Cementerio                | Recorrido                                                           | 25-30 minutos                                       |
| 25                                                  | Paseo del Parque - Santa Rosalía (Campanillas)       | Recorrido                                                           | 13-17 minutos                                       |
| 26                                                  | Alameda Principal - Alegría de la Huerta             | Recorrido                                                           | 15 minutos                                          |
| 30                                                  | Alameda Principal - Mangas Verdes                    | Recorrido                                                           | 45-50 minutos                                       |
| 31                                                  | Alameda Principal - Mainake                          | Recorrido                                                           | 18-25 minutos                                       |
| 32                                                  | Alameda Principal - El Limonar                       | Recorrido                                                           | 16-18 minutos                                       |
| 33                                                  | Alameda Principal - Cerrado de Calderón              | Recorrido                                                           | 25-35 minutos                                       |
| 34                                                  | Alameda Principal - Pedregalejo (Bda. La Mosca)      | Recorrido                                                           | 30-35 minutos                                       |
| 35                                                  | Alameda Principal - Castillo de Gibralfaro           | Recorrido                                                           | 40-50 minutos                                       |
| 36                                                  | Alameda de Colón - Conde de Ureña (centro histórico) | Recorrido                                                           | 60 minutos                                          |
| 37                                                  | Alameda Principal - Altamira/Monte Dorado            | Recorrido                                                           | 25-30 minutos                                       |
| 38                                                  | Alameda Principal - Granja Suárez                    | Recorrido                                                           | 20-25 minutos                                       |
| C1                                                  | Circular 1                                           | Recorrido                                                           | 12 minutos                                          |
| C2                                                  | Circular 2                                           | Recorrido                                                           | 11-12 minutos                                       |
| A Express                                           | Paseo del Parque - Aeropuerto                        | Recorrido                                                           | 30 minutos                                          |
| 61                                                  | Alameda Principal - Jardín botánico La Concepción    | Recorrido                                                           | 60 minutos (Fines de Semana y festivos)             |
| N1                                                  | Puerta Blanca - El Palo                              | Recorrido                                                           | 25 minutos                                          |
| N2                                                  | Plaza de la Marina - Circular                        | Recorrido                                                           | 50-55 minutos                                       |
| N4                                                  | Alameda Principal - Puerto de la Torre               | Recorrido                                                           | 23.30, 1.00 (Alameda) 0.15 (Pto. Torre)             |

| Líneas interurbanas con cabecera/parada en la Estación de Muelle Heredia (ubicada a 200 m de la Alameda Principal) | Líneas interurbanas con cabecera/parada en la Estación de Muelle Heredia (ubicada a 200 m de la Alameda Principal) | Líneas interurbanas con cabecera/parada en la Estación de Muelle Heredia (ubicada a 200 m de la Alameda Principal) | Líneas interurbanas con cabecera/parada en la Estación de Muelle Heredia (ubicada a 200 m de la Alameda Principal) |
| Línea | Trayecto | Recorrido y Horarios                                                                                               | Plano |
| --- | --- | --- | --- |
| M-110 | Málaga-Benalmádena Costa                                                                                           | Recorrido y Horarios                                                                                               | Plano |
| M-113 | Málaga-Fuengirola (Directo)                                                                                        | Recorrido y Horarios                                                                                               | Plano |
| M-115 | Málaga-Benalmádena Costa (Directo)                                                                                 | Recorrido y Horarios                                                                                               | Plano |
| M-130 | Málaga-Santa Rosalía                                                                                               | Recorrido y Horarios                                                                                               | Plano |
| M-134 | Málaga-El Sexmo | Recorrido y Horarios                                                                                               | Plano |
| M-150 | Málaga-Los Núñez                                                                                                   | Recorrido y Horarios                                                                                               | Plano |
| M-160 | Málaga-Rincón de la Victoria-Cotomar                                                                               | Recorrido y Horarios                                                                                               | Plano |
| M-161 | Málaga-Totalán | Recorrido y Horarios                                                                                               | Plano |
| M-162 | Málaga-Olías | Recorrido y Horarios                                                                                               | Plano |
| M-163 | Málaga-Los Rubios                                                                                                  | Recorrido y Horarios                                                                                               | Plano |
| M-260 | Málaga-Vélez Málaga (por Torre Benagalbón)                                                                         | Recorrido y Horarios                                                                                               | Plano |
| M-261 | Málaga-Benagalbón-Moclinejo                                                                                        | Recorrido y Horarios                                                                                               | Plano |
| M-262 | Málaga-Benagalbón-Almáchar                                                                                         | Recorrido y Horarios                                                                                               | Plano |
| M-360 | Málaga-Olías-Comares                                                                                               | Recorrido y Horarios                                                                                               | Plano |
| M-362 | Málaga-Nerja (por Torre Benagalbón)                                                                                | Recorrido y Horarios                                                                                               | Plano |
| M-363 | Málaga-Torrox (por Torre Benagalbón)                                                                               | Recorrido y Horarios                                                                                               | Plano |
| M-364 | Málaga-Periana (por Torre Benagalbón)                                                                              | Recorrido y Horarios                                                                                               | Plano |
| M-365 | Málaga-Riogordo (por Torre Benagalbón)                                                                             | Recorrido y Horarios                                                                                               | Plano |

### Metro

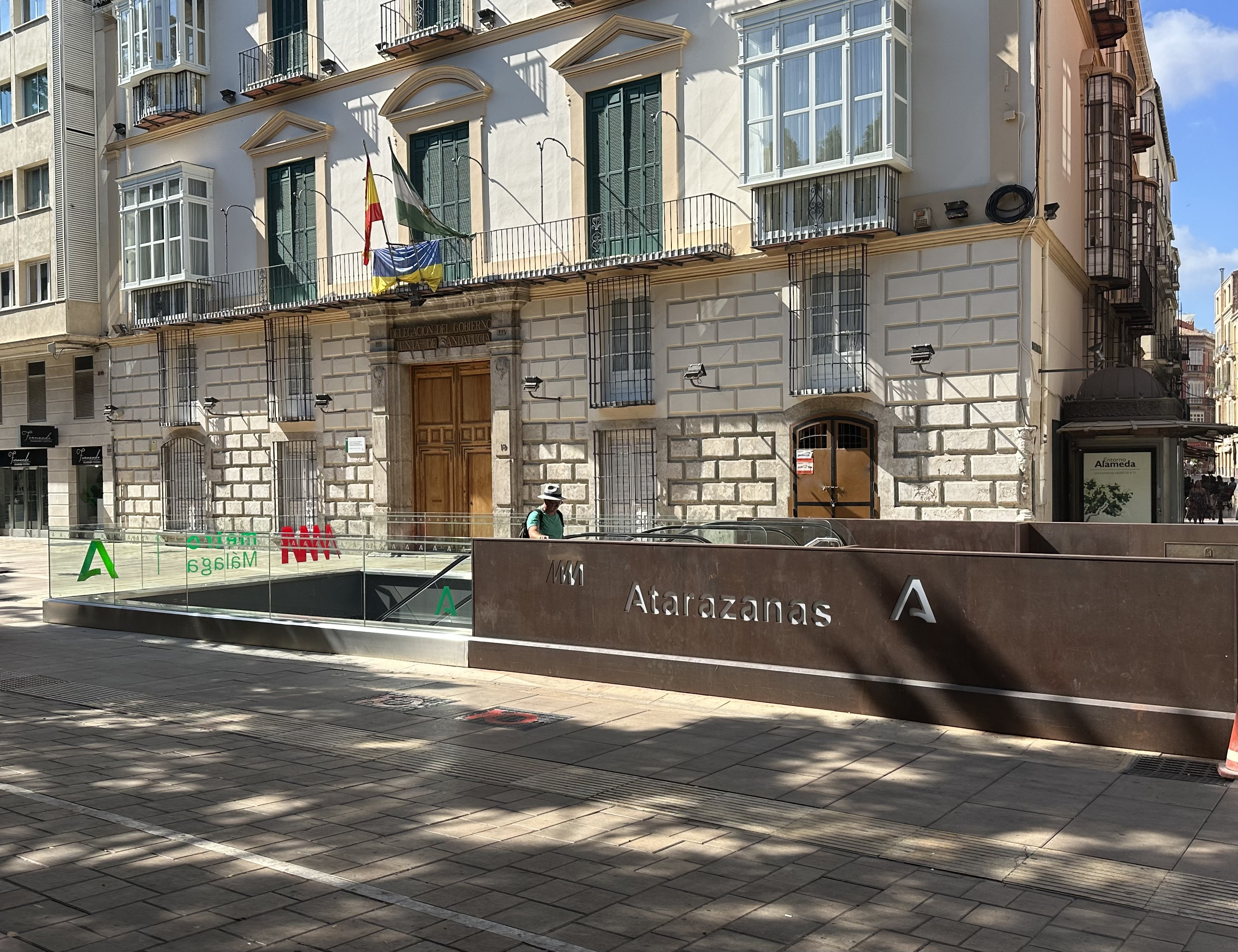
Boca del metro de la estación de Atarazanas.

En el lateral norte de la Alameda Principal se sitúa la estación de Atarazanas, del metro de Málaga. Fue inaugurada el 27 de marzo de 2023, tras múltiples retrasos e impagos. Es de carácter temporal ante la construcción de una gran estación modal de Metro y Cercanías en la plaza de la Marina.
La estación se compone de dos niveles, el primero que consiste en un vestíbulo donde se localizan los tornos y máquinas expendedoras y un nivel inferior donde se sitúa el andén.  
| Línea | Cabeceras      | Cabeceras  | Plano |
| ----- | -------------- | ---------- | ----- |
|       | Andalucía Tech | Atarazanas | Plano |

### Cercanías
Muy cerca de la Alameda Principal encontramos la estación de Cercanías Málaga Centro-Alameda que conecta con la Costa del Sol Occidental (Línea C-1) y con pueblos al norte como Álora (Línea C-2).